# 瘦身 (2005年电影)
《瘦身》是2005年首映的香港电影，剧情讲述的是一宗围绕瘦身的变态杀人案件。麥子善导演，王晶编剧，主演为黃秋生、鄧萃雯、應采兒、黃浩然、田蕊妮、雷凱欣。

## 演员
| 演员   | 角色    | 备注 |
| 黃秋生 | 黃秋德  |      |
| 鄧萃雯 | 阿玲    |      |
| 應采兒 | Cherrie |      |
| 黃浩然 | 阿拔    |      |
| 田蕊妮 | 施施    |      |
| 李思蓓 | Queenie |      |
| 雷凱欣 | 童菲    |      |
| 景崗山 | 邱健    |      |
| 王晶   | William |      |
| 吳慶哲 | 田福    |      |

## 外部連結
- Yahoo奇摩電影上《瘦身》的資料（繁體中文）
- 開眼電影網上《瘦身》的資料（繁體中文）
- 香港影庫上《瘦身》的資料（繁體中文）
- 时光网上《瘦身》的資料（简体中文）
- 豆瓣电影上《瘦身》的資料 （简体中文）
- 爛番茄上《瘦身》的資料（英文）
- AllMovie上《瘦身》的资料（英文）
- 互联网电影数据库（IMDb）上《瘦身》的资料（英文）